# Convenio Económico

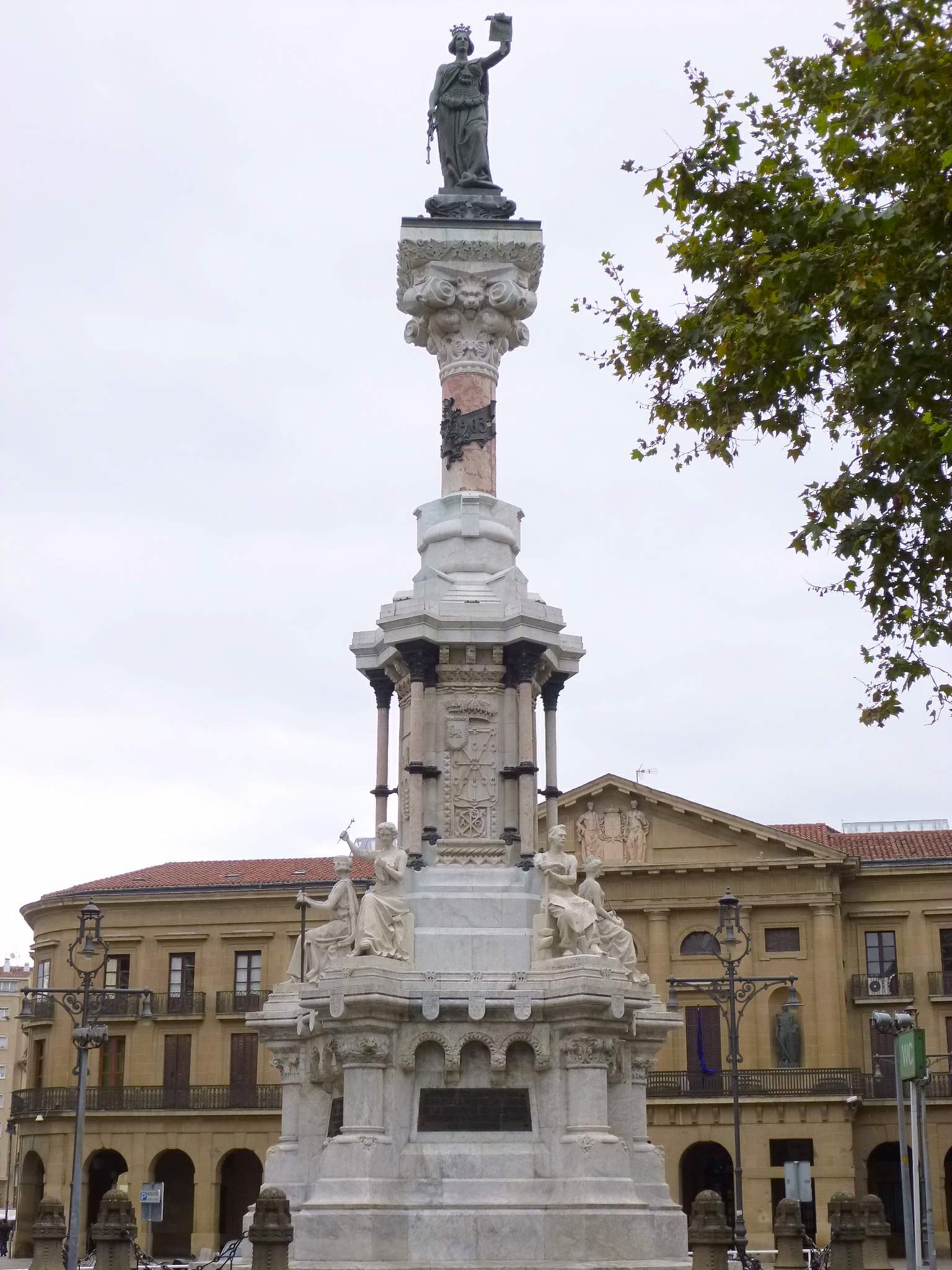
Monumento a los Fueros (Pamplona) levantado en 1903, tras la Gamazada, en defensa del pacto foral hecho por los navarros.

El Convenio Económico es el acuerdo establecido entre el gobierno de la Comunidad Foral de Navarra y el Gobierno de España para establecer, de una parte, la aportación al sostenimiento de las cargas generales del Estado, y de otra para armonizar el régimen fiscal privativo navarro con el general de España. Su contenido es inalterable por las partes y solo puede ser modificado por mutuo acuerdo.
Navarra tiene, como derecho histórico plasmado en su régimen foral, potestad para establecer, regular y mantener su propio régimen tributario.
La Aportación Económica al Estado se establece en función de los gastos ejecutados por el Estado de sus competencias exclusivas o no transferidas, con independencia de la recaudación navarra, por tanto a su riesgo. Cada quinquenio se calcula y acuerda la Aportación Económica.

## Antecedentes
La práctica constitucional navarra de apelación del rey al reino para obtener los fondos necesarios que interesaban al monarca, se materializó después de la conquista por Castilla, en la potestad del rey para convocar Cortes. En la propia convocatoria se solicitaba el donativo o servicio al rey para su aprobación, de forma voluntaria, por el reino. Para su aprobación el reino exigía que fueran subsanados los agravios y contrafueros que las propias Cortes estimaban. El reino, reunido en Cortes, determinaban el importe.

Este carácter voluntario y reparador de agravios sufrió altibajos y conoció episodios extremos como la convocatoria de 1801, gobernando Godoy, declarado enemigo del sistema foral, donde solo se permitió la reunión de Cortes para aprobar el donativo.

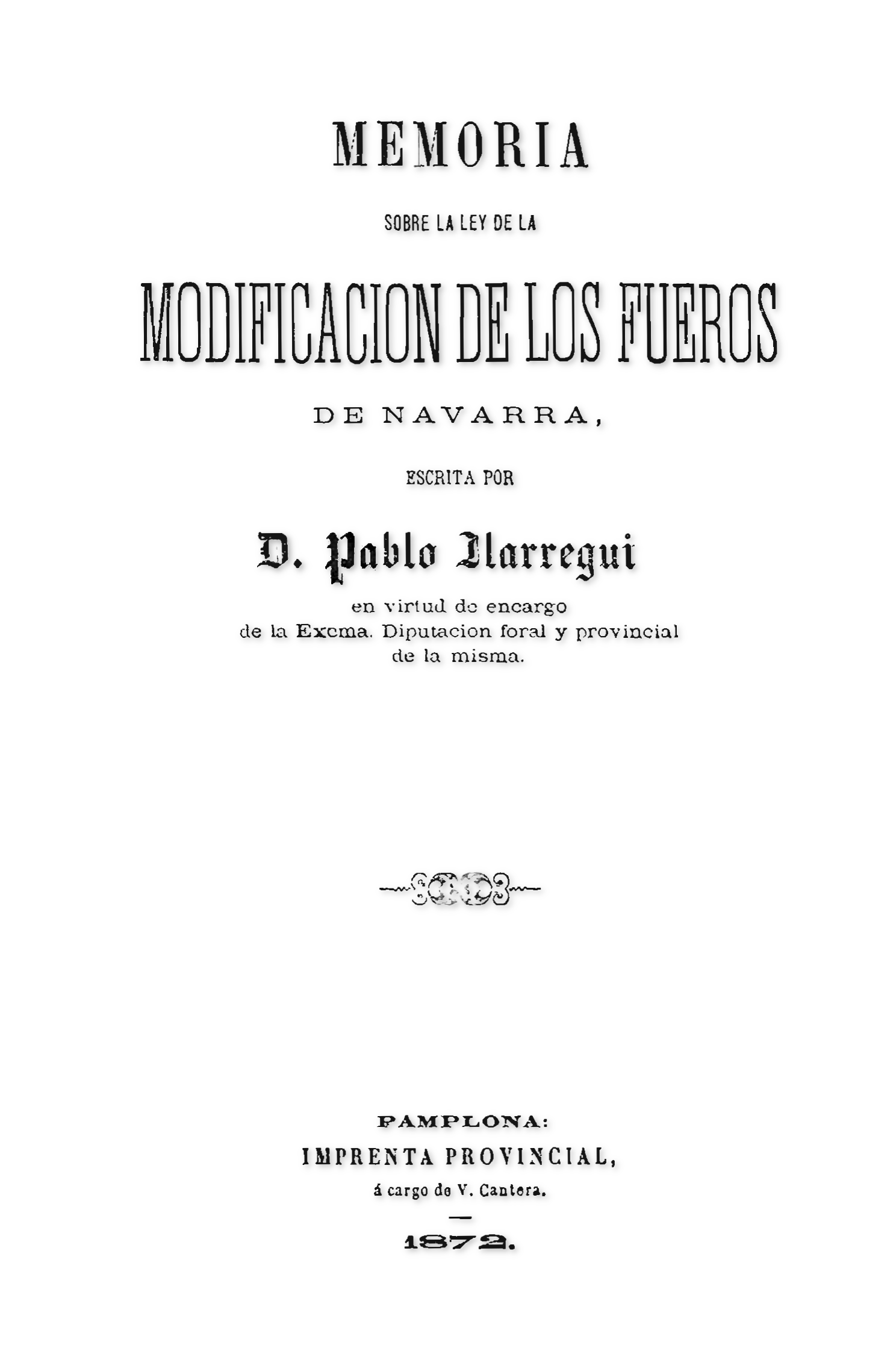
Memoria sobre la Ley de la modificacion de los fueros de Navarra (1872) de Pablo Ilarregui

## Evolución histórica
El final de la primera guerra carlista llegó en 1839 con el Abrazo de Vergara. A propuesta del general Espartero, el gobierno de Madrid, por medio de la Ley de 25 de octubre de 1839, confirmó los Fueros dentro de la unidad constitucional; pero establecía la obligación de su modificación oídas las provincias forales. Esta modificación de fueros se sustanció en Navarra en 1841 con la Ley de Modificación de Fueros, conocida como Ley Paccionada de 16 de agosto, que suponía la abolición del reino, el resto de provincias forales no verían afectados sus fueros hasta su abolición en 1878, fecha de nacimiento del Concierto Económico.
El Convenio Económico se gesta en la Ley de Modificación de Fueros. Así a partir de 1841 el donativo foral adquiere carácter obligatorio y de cálculo objetivo. Sin embargo el reconocimiento pormenorizado de las competencias de Navarra y del carácter paccionado de la aportación, fue paulatino por parte del poder central. 
La Ley de Modificación de Fueros de 1841 establece en sus artículos del 16 al 24 distintas disposiciones aduaneras y fiscales que forman el germen material del Convenio: Las aduanas se trasladan a los Pirineos, el gobierno central controla la venta de tabaco a cambio de 87.537 reales para Navarra, queda abolida la libertad de comercio de sal para establecer estanco que se cede a Navarra, así mismo se establece la exención de uso de papel sellado y el estanco para pólvora y azufre. La contribución directa se cifra en 1.800.000 reales de vellón, menos 300.000 por gastos de recaudación y quiebra, más un variable, por culto y clero, que se acercaba al 1.500.000.

### Convenio de 1849
Con las desamortizaciones eclesiásticas ocurrida en los años 30 del siglo XIX el gobierno español adquirió el compromiso de «atender las necesidades presupuestarias del culto y del clero». En el momento de promulgarse la Ley Paccionada este tema no estaba regulado del todo planteando un problema grave a la autonomía fiscal navarra ante una cantidad económica que cabía presuponer importante. La ley de presupuestos generales del Estado de 1845, en opinión de la Diputación de Navarra, «exigía demasiado a esta provincia» iniciando las negociaciones con el gobierno central a principios de 1846. No se logró un acuerdo hasta el 22 de septiembre de 1849 con la promulgación de un real decreto donde se estableció que esa contribución de Navarra sería de 3.600.000 reales anuales.

### Convenio de 1877
La ofensiva antiforal de Cánovas del Castillo tras la derrota del carlismo se concretó en el intento de implantar en Navarra los impuestos generales del estado. La Diputación Provincial opuesta a ello tuvo que ceder a la revisión de la aportación, en el denominado Convenio de Tejada-Valdonsera, nombre del negociador real. 
En 1877 la aportación es fijada en 8.000.000 de reales, esto es, 2.000.000 pts., unificando todas las contribuciones, la directa y la variable. Esta revisión no varió los planes centralistas: los presupuestos del estado de 1893 vuelven a intentar establecer la uniformidad fiscal. El proyecto gubernamental provocó una fuerte reacción institucional y popular en Navarra, movimiento denominado la Gamazada. Finalmente no se llevó a cabo la pretensión del gobierno de España.

### Convenio de 1927
Después de cincuenta años sin modificaciones, en 1927 se aprueba un nuevo Convenio Económico, en la dictadura de Primo de Rivera, que reconoce, por primera vez, su carácter pactado y la autonomía fiscal de Navarra. La aportación pasó a 4.600.000 pts., y se establecieron normas armonizadoras en varias figuras impositivas. Se puede decir que es el primer Convenio Económico con las características que lo definen actualmente.

### Convenio de 1941
En 1941 la situación creada por la Guerra Civil, la evolución monetaria y la reforma tributaria de Larraz en 1940 obligaron a armonizar la normativa fiscal e incrementar la aportación a 21.000.000 pts. Se firmó el 6 de noviembre de 1941 y se añadió una novedad jurídica, que no resultó eficaz, que establecía que, en caso de discrepancia, habría una Junta Arbitral con sede en Madrid constituida «por un representante del Ministerio de Hacienda, otro de la Diputación y un tercero que fuese magistrado del Tribunal Supremo pero designado para ese fin por el Gobierno. Éste tenía, por tanto, la mayoría. Pero la Junta no se reuniría sino a petición de la Diputación.» La Diputación, ante tal situación desfavorable, buscó otros medios para solucionar los problemas.

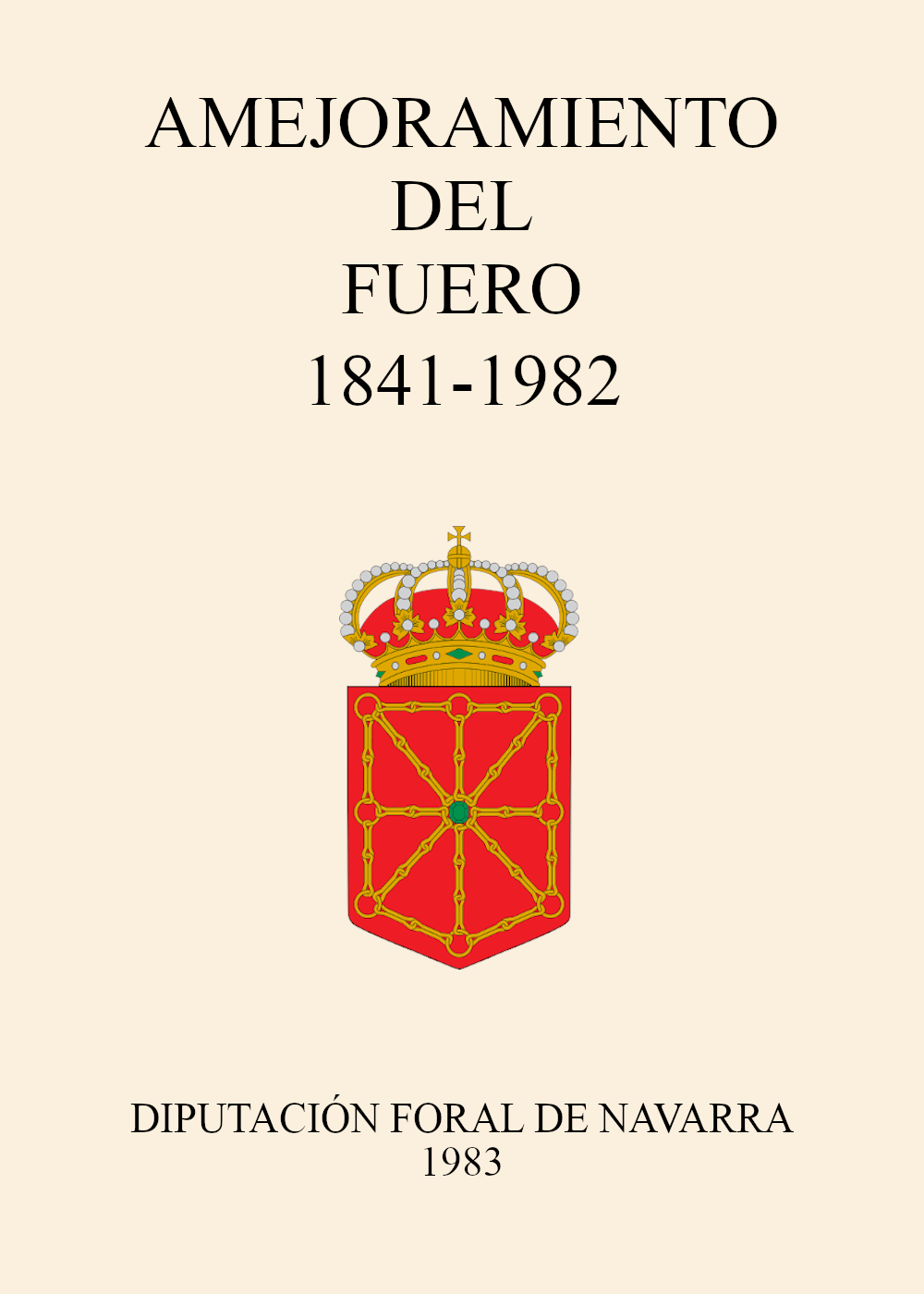
Portada de la LORAFNA (1982)

### Convenio de 1969
El Decreto Ley 16/1969 es la nueva adaptación durante el franquismo del Convenio, reforzando el régimen privativo foral, adaptándolo a las reformas fiscales de 1957 y 1964. Introdujo la novedad de cambiar la cuantía única de la aportación económica para establecer tres conceptos: Un fijo de 230 millones de pesetas, otro es una compensación anual de los rendimientos del Impuesto General sobre el Tráfico de las Empresas e Impuesto de Lujo y, por último, una compensación por la desgravación por exportación que realizaban las empresas que tributaban en Navarra y abonaba el estado.

### Convenio de 1990
El Convenio actualmente vigente se aprobó el 26 de diciembre de 1990 mediante la Ley 28/1990, consecuencia de varios factores como es la aplicación del artículo 45 de la LORAFNA, la evolución habida en el Concierto vasco de 1981 y la necesaria armonización con las reformas fiscales españolas. Este convenio ha sido objeto de modificaciones posteriores en 1993, 1998, 2003, 2007, 2015 y 2022.

## Principales elementos del convenio de 1990
Los elementos armonizadores generales son:
1. Adecuarse en terminología y conceptos a la Ley General Tributaria.
2. Establecer y mantener una presión fiscal efectiva global no inferior a la existente en el resto del Estado.
3. Respetar y garantizar la libertad de circulación y establecimiento de las personas, bienes, capitales y servicios en todo el territorio español.
4. Utilizar la misma clasificación de actividades económicas que en territorio común para facilitar el intercambio de información.

Las reglas armonizadoras, o puntos de conexión, limitan la soberanía de las administraciones competentes y determinan el modo de atribución de los sujetos pasivos y los hechos imponibles:
| Hecho Imponible                        | Punto de conexión                                                                                                |
| -------------------------------------- | --- |
| Impuesto sobre la Renta                | En el domicilio habitual del sujeto pasivo                                                                       |
| Retenciones                            | En el domicilio de quien paga la percepción                                                                      |
| Impuesto de Sociedades                 | En el domicilio de gestión y dirección de los negocios o domicilio fiscal si no es posible establecer el primero |
| Impuesto sobre el Valor añadido        | En el domicilio fijado para el impuesto de sociedades                                                            |
| Impuestos especiales                   | Donde radiquen las fábricas o depósitos fiscales                                                                 |
| Impuesto sobre Sucesiones y Donaciones | Los muebles en el domicilio del sujeto pasivo y los inmuebles donde radiquen los mismos                          |

Si el sujeto pasivo realiza operaciones en ambos territorios y supera la cifra de negocios de 10 millones de euros, importe vigente que se ha ido incrementando desde 1990, debe establecer una cifra relativa de tributación en ambas administraciones en la proporción que marca la cifra de negocios obtenida en cada territorio. La localización de las operaciones tiene diferencias según el sector económico. 
En el estado español existen cinco administraciones fiscales: La de Navarra, la de régimen común y las tres de los territorios forales concertados. El Convenio Económico solo armoniza la relación de Navarra y el régimen común, sin que exista ningún instrumento similar que protocolice la relación entre Navarra y las Diputaciones Forales, para estas relaciones debe aplicarse lo dispuesto en este Convenio.
Se renueva la institución de la Junta Arbitral ya existente en Convenios anteriores con el encargo de resolver las posibles diferencias de interpretación entre ambas administraciones. Este organismo se creó en el Convenio de 1927.
Para determinar la Aportación Económica debe atenderse, en primer lugar, a los gastos totales del Estado, de entre ellos se separan las cargas no asumidas, por tratarse de competencias exclusivas del estado, y cargas asumidas que corresponden a competencias que ya ejerce la Comunidad Foral. Las cargas no asumidas se multiplican por un índice de imputación resultando la Aportación íntegra.
Este índice de imputación está establecido en el 1,6% al considerarse como la proporción de generación de renta de Navarra sobre la general del Estado. Se han publicado varios métodos de cálculo pero, en definitiva, su importe es más político que econométrico. La propuesta del Parlamento Foral era del 1,35% y la propuesta del Ministerio de Hacienda del 1,62%.
Por último, a la Aportación íntegra se le realizan una serie de ajustes financieros y compensaciones convenidas para determinar la Aportación líquida.
Debido a la complejidad de los cálculos, estos se realizan cada cinco años y los siguientes años solo se actualizan. Los años del cálculo se denominan "años base".
Veamos el ejemplo de dos "años base" donde se puede comprobar la evolución habida en la asunción de competencias y en los tributos no convenidos.
| Miles de €                                  | 2000        | 1990       |
| Presupuestos de estado: Total gastos        | 139.292.122 | 76.295.536 |
| Presupuestos del estado: Cargas no asumidas | 64.618.117  | 21.375.470 |
| Aportación íntegra: 1,6%                    | 1.033.890   | 878.721    |
| Compensaciones                              | 672.947     | 507.128    |
| Aportación líquida                          | 360.943     | 371.593    |
| ------------------------------------------- | ----------- | ---------- |

Evolución de la Aportación Económica en los últimos años publicados por el Departamento de Economía y Hacienda del Gobierno de Navarra:
| Aportación Económica (Miles de €) | 2016      | 2017      | %      | 2018      | %   | 2019      | %    |
| Transferencias al Estado          | 540.855   | 511.190   | (5,49) | 529.582   | 3,5 | 529.582   | 0,00 |
| Total gastos ejecutados           | 3.966.599 | 3.983.753 | 4,2    | 4.025.578 | 1,0 | 4.314.674 | 7,2  |
| --------------------------------- | --------- | --------- | ------ | --------- | --- | --------- | ---- |